# لولي أباد (غرمسار كرمان)
لولی أباد (بالفارسية: لولی‌آباد) هي منطقة سكنية تقع في إيران في قسم مردهك الریفي.